# Фризькі острови
Фризькі острови (Фрисландські, Ваттові острови) (нід. Waddeneilanden, нім. Friesischen Inseln) — архіпелаг на північному заході Європи в Північному морі. Острови пролягають ланцюжком вздовж узбережжя трьох країн із заходу на схід протягом понад 250 кілометрів, що відгороджують від Північного так зване Ваденське море. Острови включені до складу території Нідерландів, Німеччини та Данії.

## Географія
Острови мають дюнне походження. Знаходяться в припливно-відливній зоні Північного моря.
Архіпелаг отримав свою назву від Фризії, вздовж території якої він розташований. Фризія була місцем проживання фризького народу.
У зоні островів розташовуються гирла багатьох повноводних річок Європи: Ельба, Емс, Везер. Уздовж островів проходять важливі транспортні морські шляхи.

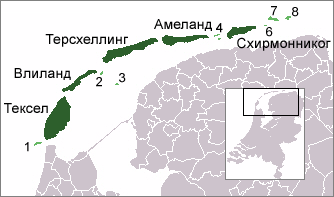
Західно-Фризькі острови

Західно-Фризькі острови

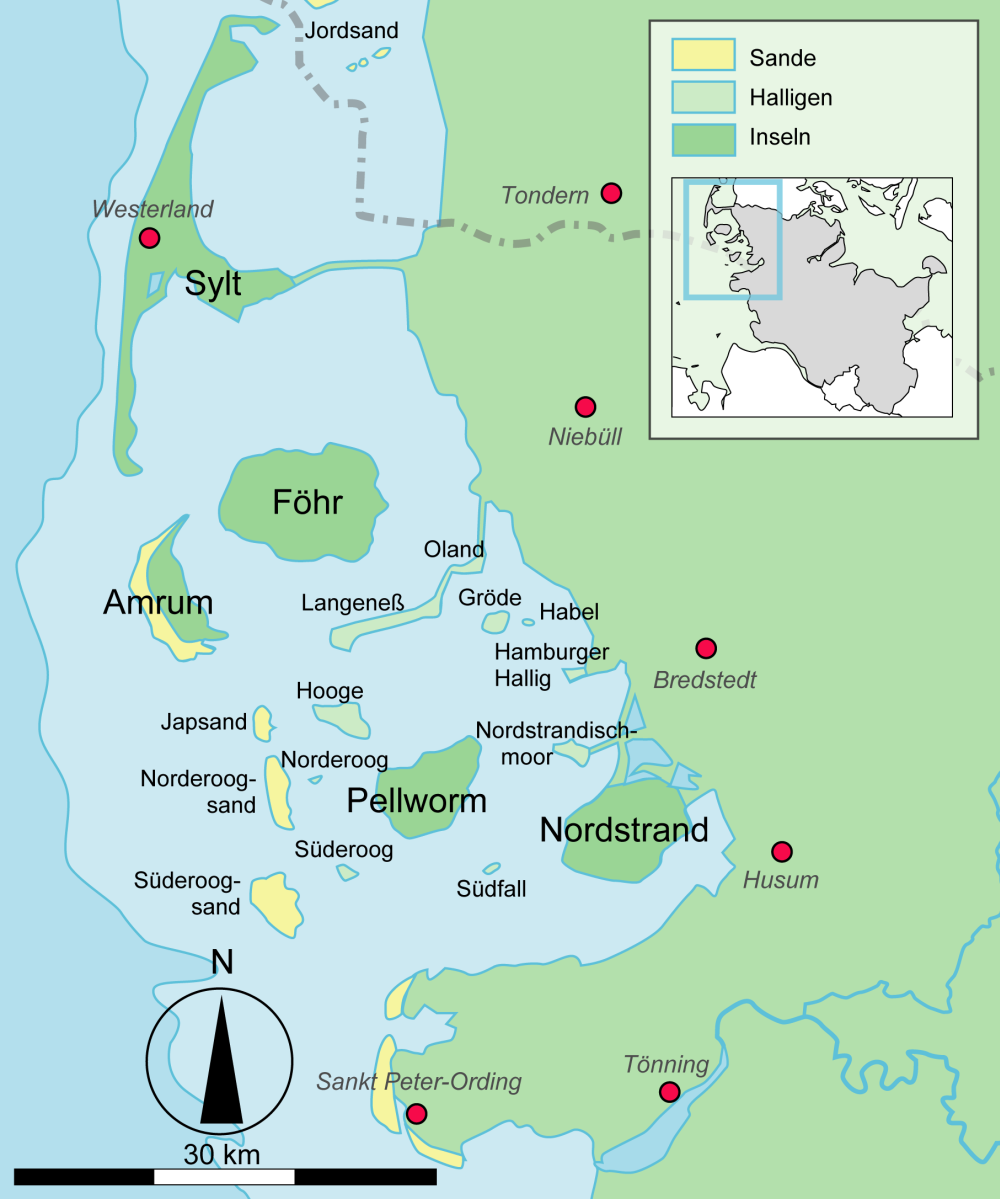
Північно-Фризькі острови

Острови поділяються на:
- Західно-Фризькі острови
- Східно-Фризькі острови
- Північно-Фризькі острови

### Нідерланди

#### Західно-Фризькі острови

##### Населені
- Тесел
- Вліланд
- Терсхеллінг
- Амеланд
- Схірмонніког

##### Ненаселені
- Грінд
- Енгелсманплат
- Зьойдердьойнтєс
- Нордер-Гакс
- Ріф
- Ріхел
- Роттюмерплат
- Роттюмерог
- Сімонсзанд

Площа островів — 405,2 км², населення 23 872 чол.

### Німеччина

#### Східно-Фризькі острови

##### Населені
- Бальтрум
- Боркум
- Юст
- Нордернай
- Лангеог
- Шпікерог
- Вангероге

##### Ненаселені
- Кахелотплатте
- Лють'є-Герн
- Меллум
- Меммерт
- Мінсенер-Ог
- Ольдог

#### Північно-Фризькі острови

##### Населені
- Пельворм
- Нордштранд
  - Галліги — невеликі острови
- Амрум
- Фер
- Зюльт
- Галліген
- Гоге
- Нордштрандішмор
- Зюдерог
- Зюдфалль
- Нордерог

##### Ненаселені
- Зюдерогзанд
- Нордерогзанд
- Япзанд

Площа островів — 448,52 км², населення 53 296 чол.

### Данія

#### Північно-Фризькі острови

##### Населені
- Рьомьо
- Манньо
- Фань

##### Ненаселені
- Йорсанн
- Коресанн
- Ланглі

Площа островів —  193,8 км², населення 4173 чол.